# Fundación Knut y Alice Wallenberg
La Fundación Knut y Alice Wallenberg (en sueco: Knut och Alice Wallenbergs Stiftelse) es una fundación privada fundada en 1917, gracias a una donación realizada por el presidente del Stockholms Enskilda Bank, Knut Agathon Wallenberg y su esposa Alice, por un monto de 20 millones de coronas suecas. Esta fundación es la más grande de todas las fundaciones Wallenberg y uno de los mayores financiadores suecos de trabajos de investigación. Su presidente actual es Peter Wallenberg.